# بريجيت يونغ
بريجيت يونغ (بالإنجليزية: Brigitte Young)‏ هي بروفيسورة أمريكية، ولدت في 26 مايو 1946 في Groß Sankt Florian ‏ في النمسا.